# Jan de Weryha-Wysoczański
Jan de Weryha-Wysoczański est un sculpteur polonais né en 1950 à Gdańsk, représentant de l'art concret.  

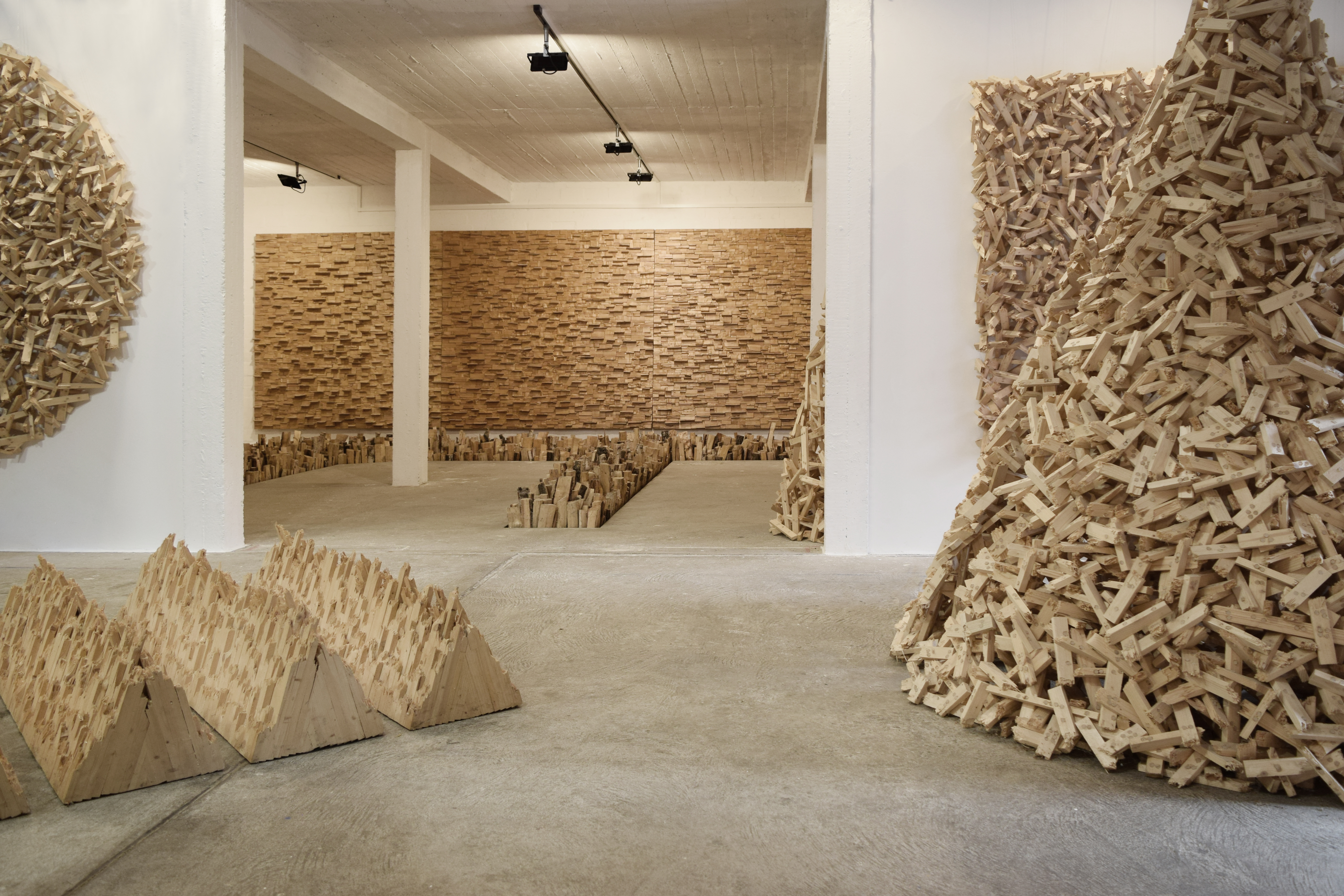
Sammlung de Weryha, Hambourg, avec une exposition permanente des œuvres de l'artiste.

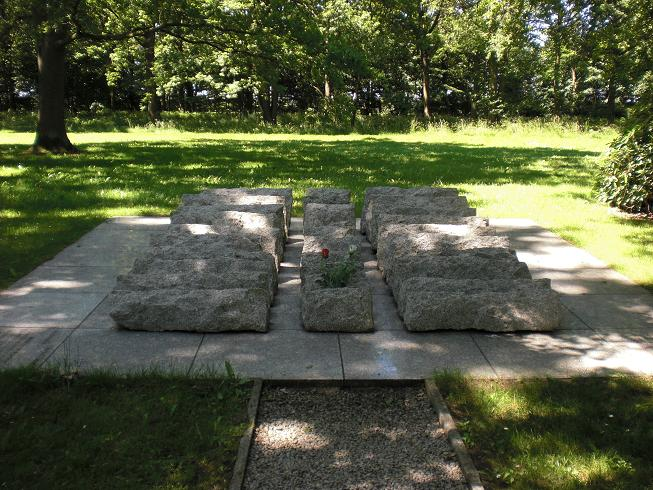
, Hambourg.

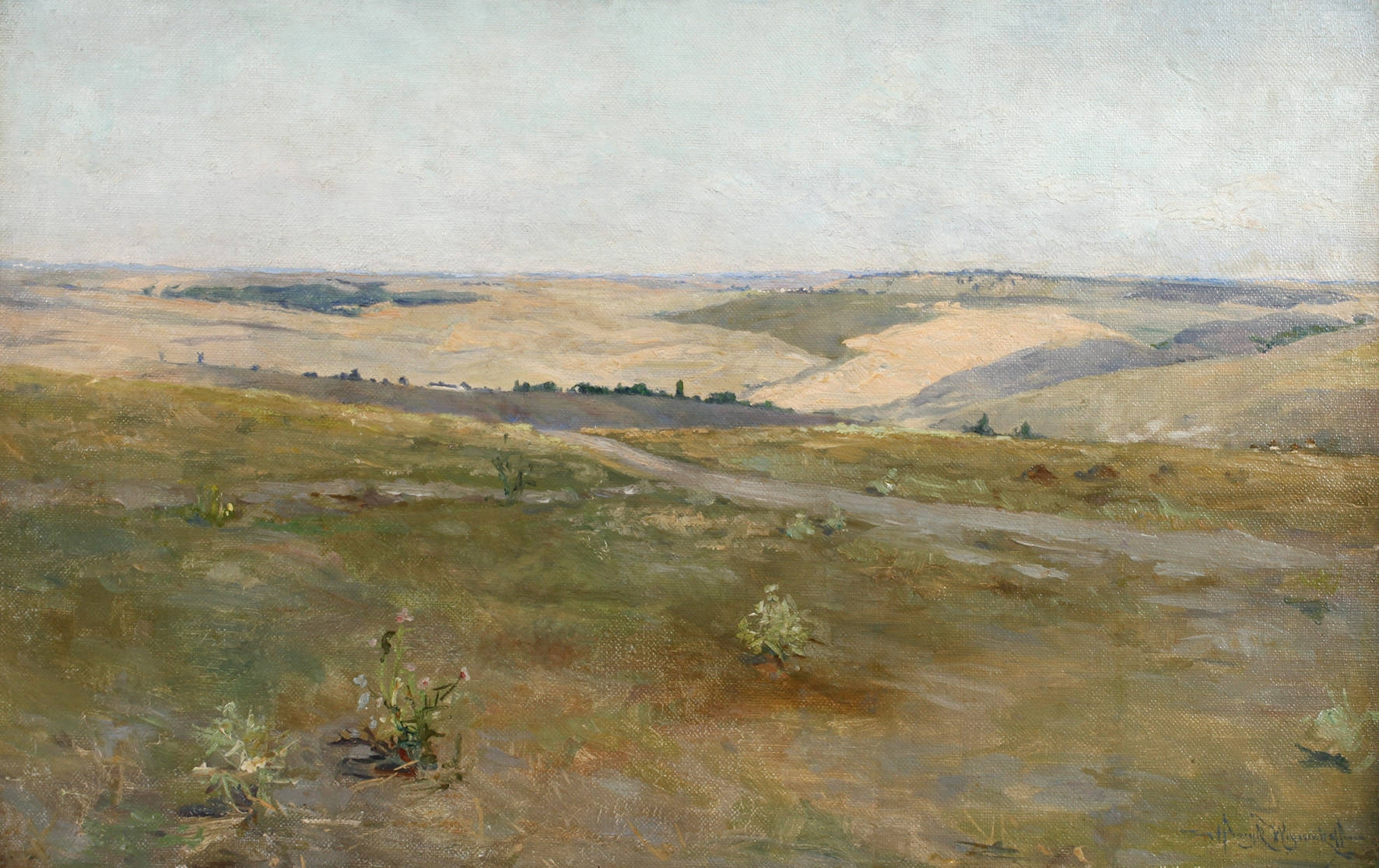
Peinture par de la collection du Chevalier de Weryha-Wysoczański

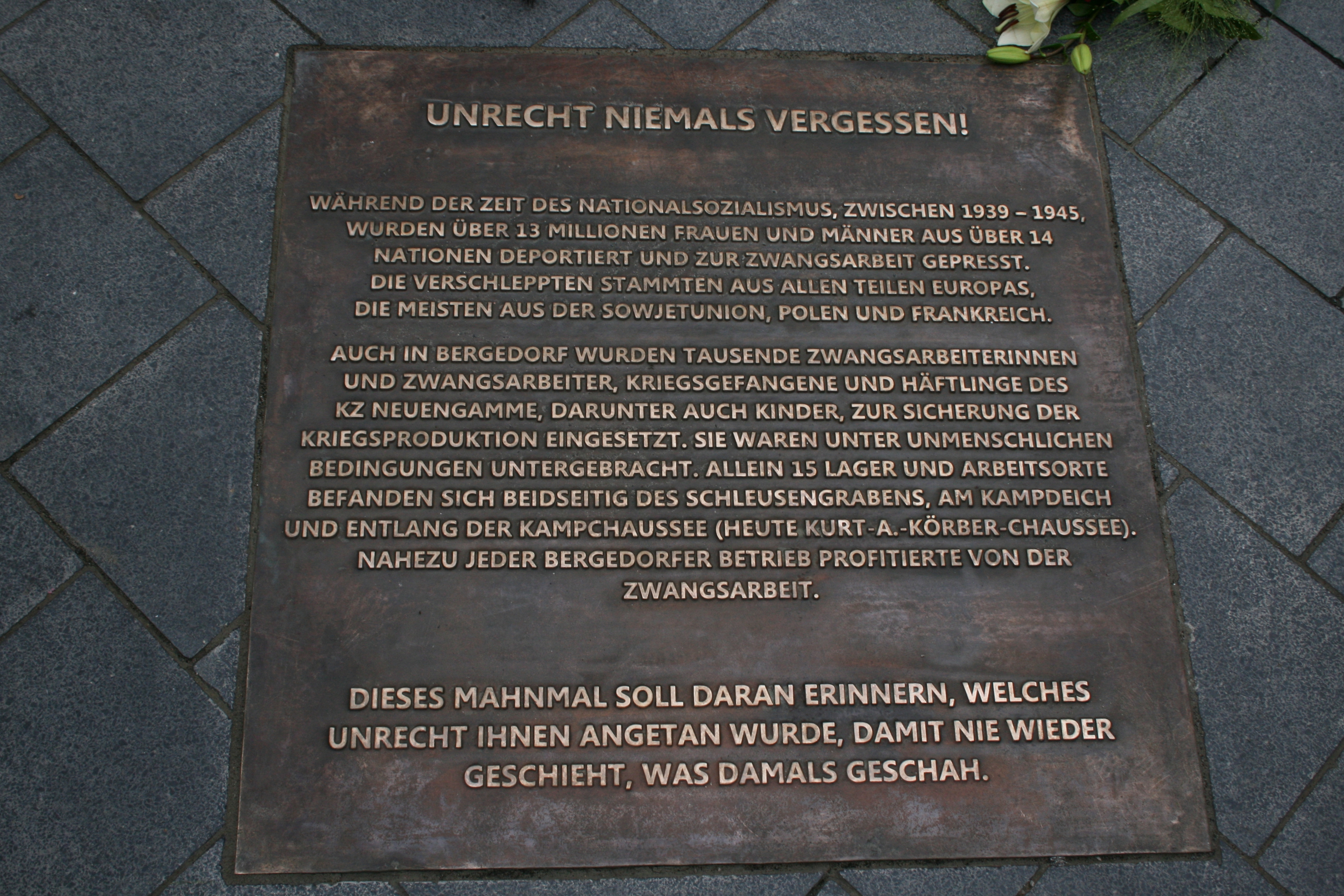
Détail du monument en mémoire des travailleurs forcés à Hambourg.

Il obtient en 1976 un diplôme de sculpture à l'Académie des beaux-arts de Gdańsk.
Depuis 1981, il vit à Hambourg en Allemagne.
Lauréat du Prix du Jury au Salon de Printemps 98, à Luxembourg.
En 1999, il est chargé, pour le mémorial des camps de concentration de Neuengamme, de la réalisation du monument à la mémoire des déportés du soulèvement de Varsovie, en 1944.
En 2012, il a été chargé de créer un monument à Hambourg-Bergedorf en mémoire des travailleurs forcés sous le régime nazi.

## Œuvres
Des œuvres de Weryha-Wysoczański se trouvent dans les collections suivantes :
- Musée de sculpture contemporaine au Centre de sculpture polonaise d'Orońsko, Pologne
- Musée national de Szczecin, Pologne
- Musée d’art moderne de Radom, Pologne